# Papavero

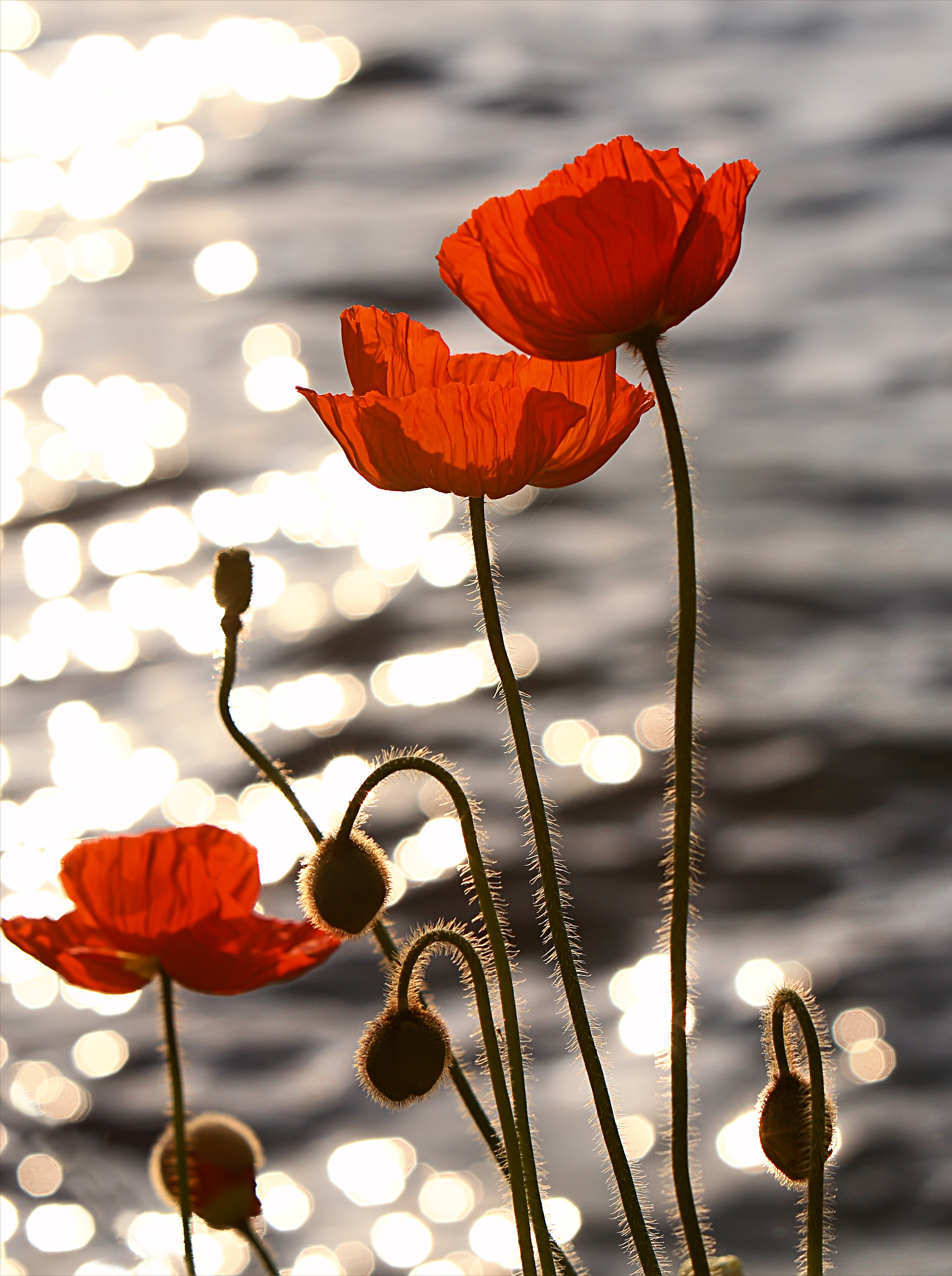
Papaveri sul Lago di Ginevra, Montreux

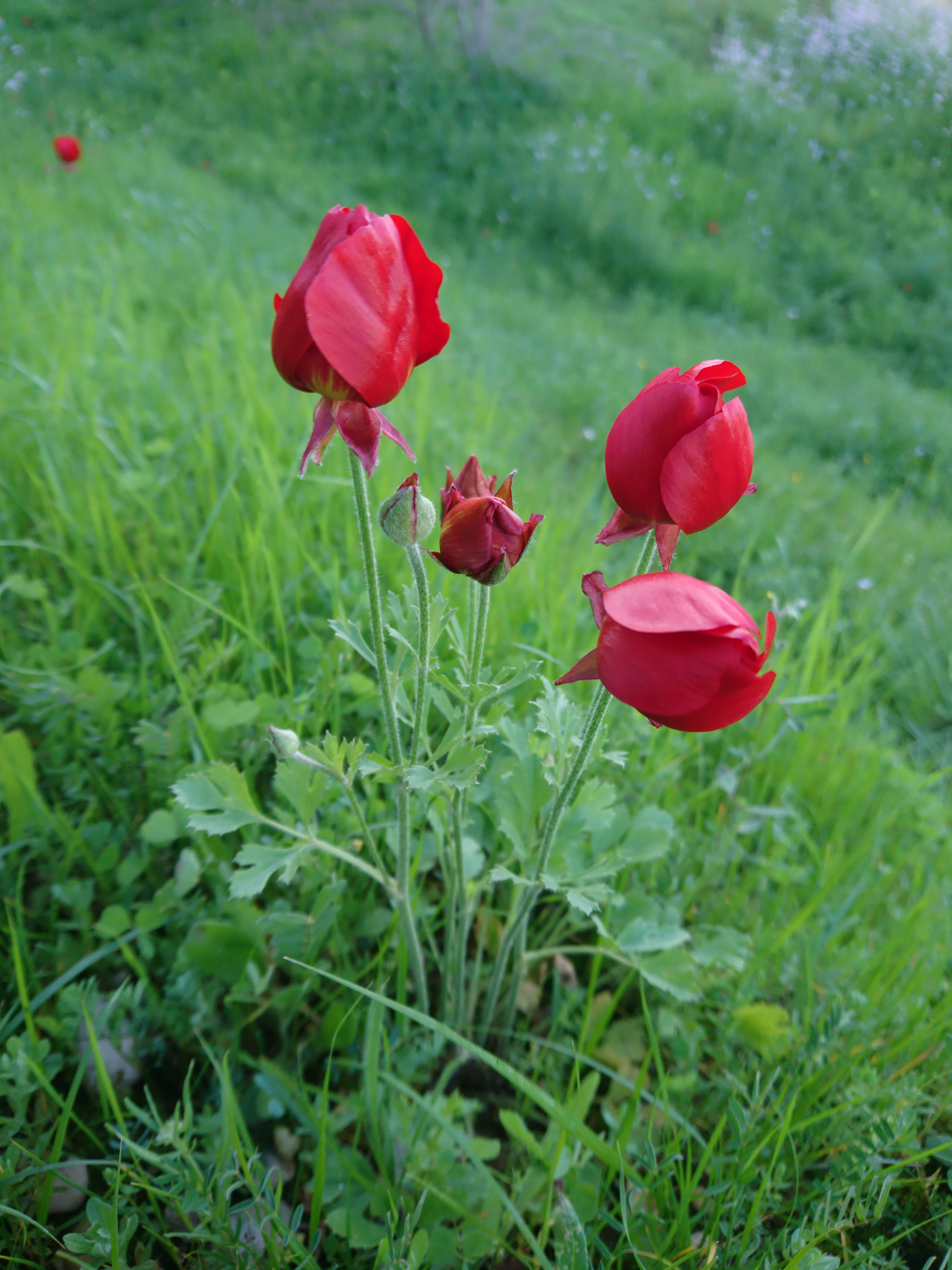
Papavero selvatico a Behbahan

Il papavero è una pianta da fiore della sottofamiglia Papaveroideae appartenente alla famiglia delle Papaveraceae . I papaveri sono piante erbacee, spesso coltivate per i loro fiori colorati. Una specie in particolare di papavero, Papaver somniferum, è alla base della miscela narcotica dell'oppio, contenente potenti alcaloidi medicinali (tra cui anche morfina). Tale sostanza è stata utilizzata fin dall'antichità come droga medicinale, ricreativa, analgesica e narcotica . Produce anche semi commestibili talvolta utilizzati in ambito culinario. Dopo la guerra di trincea nei campi di papavero delle Fiandre, in Belgio, durante la prima guerra mondiale, i papaveri sono diventati un simbolo del ricordo dei soldati morti durante la guerra, soprattutto nel Regno Unito, Canada, Australia, Nuova Zelanda e altri regni del Commonwealth .

## Descrizione

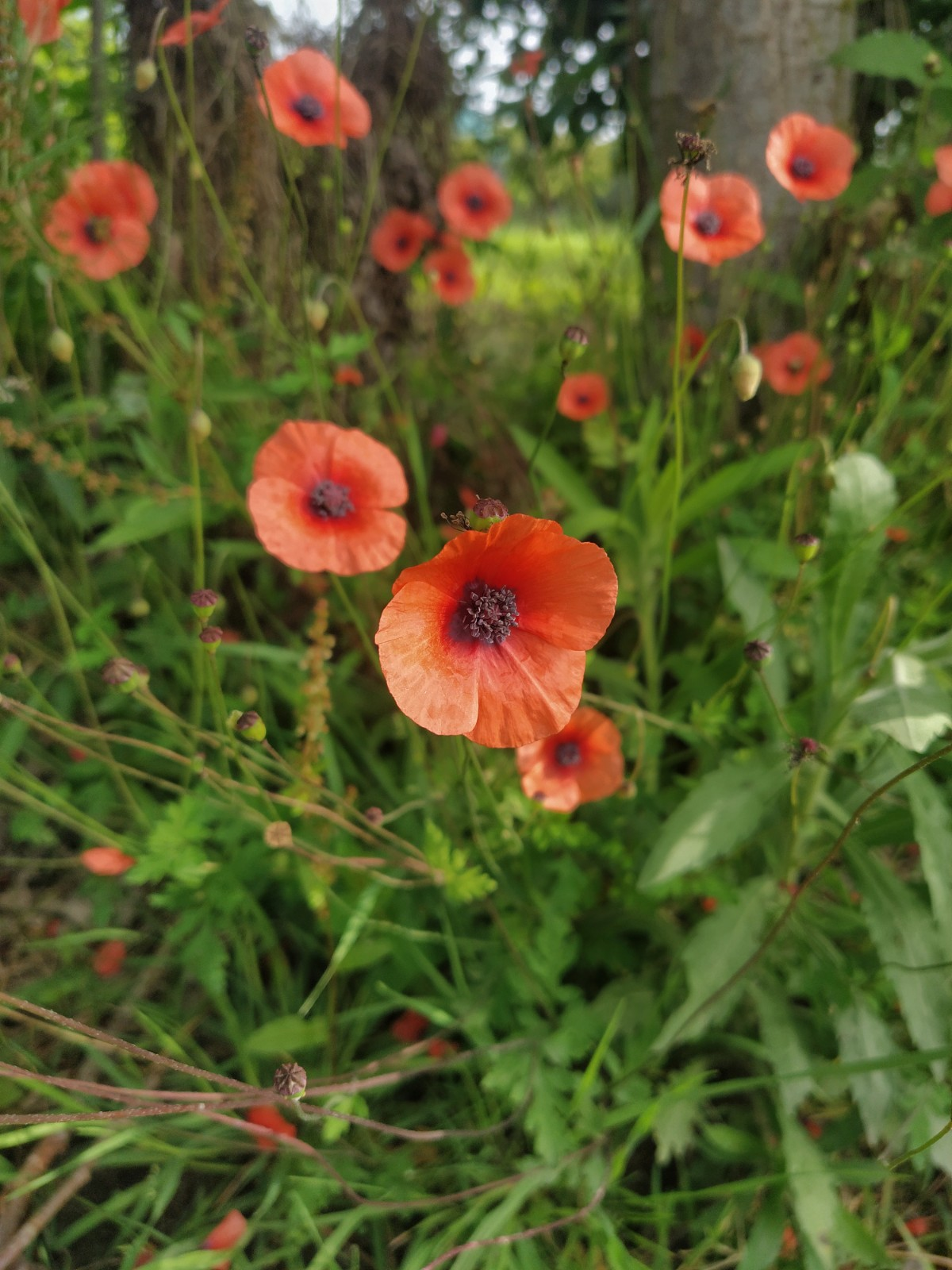
Papavero selvatico a Mazandaran

I papaveri sono piante erbacee di breve durata, possono essere annuali, biennali o anche perenni. Alcune specie sono monocarpiche e muoiono dopo la fioritura. Il papavero può oltrepassare il metro di altezza ed avere fiori larghi fino a 15 cm di diametro. I fiori delle specie selvatiche (non delle cultivar) hanno 4 o 6 petali, molti stami che formano un vistoso vortice al centro del fiore ed un pistillo composto da molti carpelli fusi. I petali presentano molti colori vistosi, ed alcuni presentano delle macchie nere alla base. I petali sono accartocciati all'inizio della fioritura, mentre al termine rimangono distesi fino alla loro caduta. Nelle zone temperate i papaveri fioriscono dalla primavera ad inizio estate. La maggior parte delle specie secernono lattice quando vengono ferite. Le api usano i papaveri come fonte di polline . Il polline del papavero orientale, Papaver orientale, è blu scuro, mentre quello del papavero comune o rosalaccio ( Papaver rhoeas ) è dal grigio al verde scuro. Il papavero da oppio, Papaver somniferum, cresce spontaneamente nell'Asia orientale e meridionale e nell'Europa sudorientale. Si ritiene che abbia avuto origine nella regione del Mediterraneo.

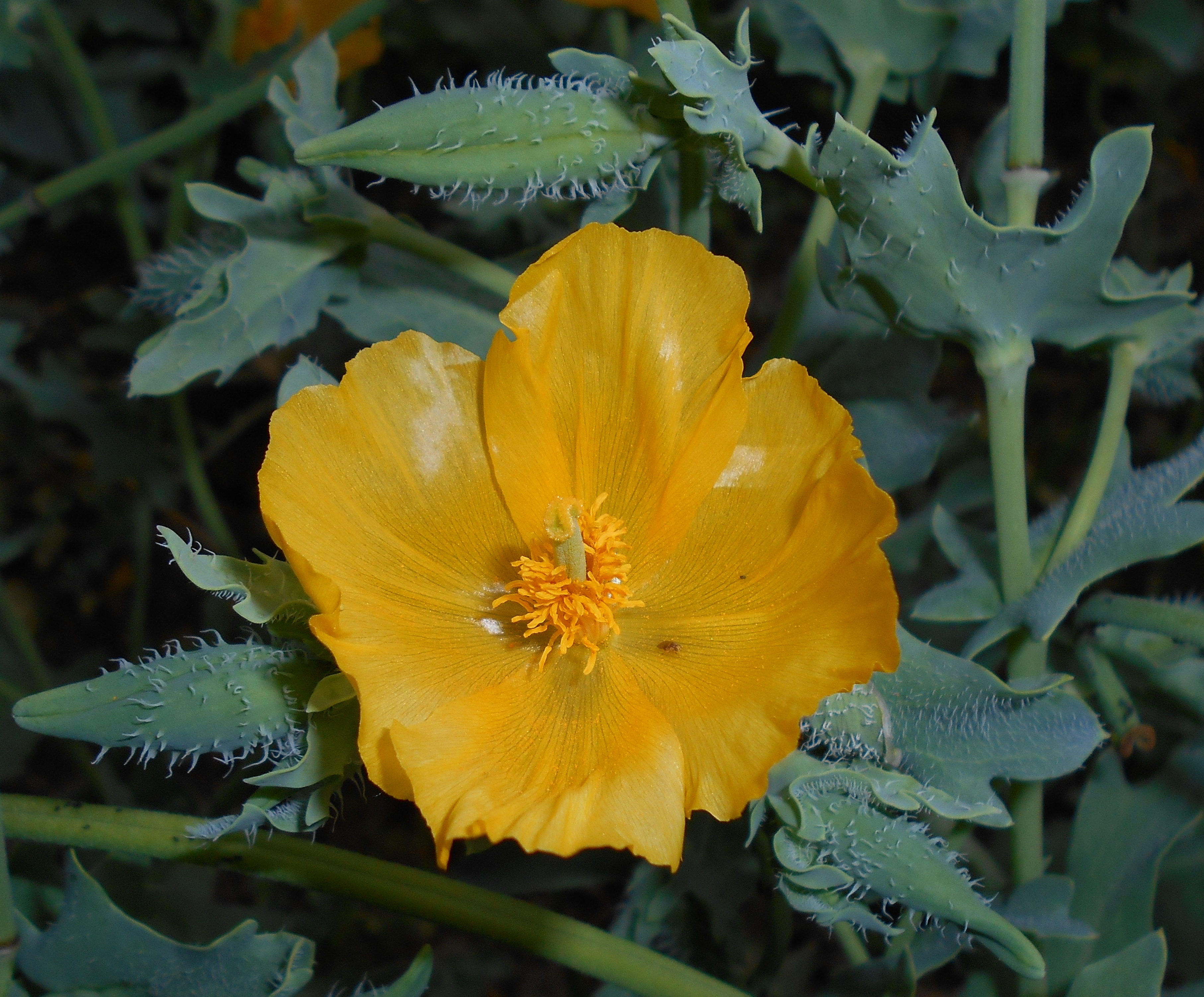
Un Glaucium flavum in fiore

I papaveri appartengono alla sottofamiglia Papaveroideae, che comprende i seguenti generi:
- Papaver – Papaver rhoeas, Papaver somniferum, Papaver orientale, Papaver nudicaule, Papaver cambricum
- Eschscholzia – Eschscholzia californica
- Meconopsis – Meconopsis napaulensis
- Glaucium - i papaveri cornuti tra cui Glaucium flavum e Glaucium corniculatum
- Stylophorum – papavero celidonia
- Argemone – papavero spinoso
- Romneya – papavero Matilija e parenti
- Canbya
- Stylomecon
- Arctomecon
- Hunnemannia
- Dendromecon

## Usi e coltivazione

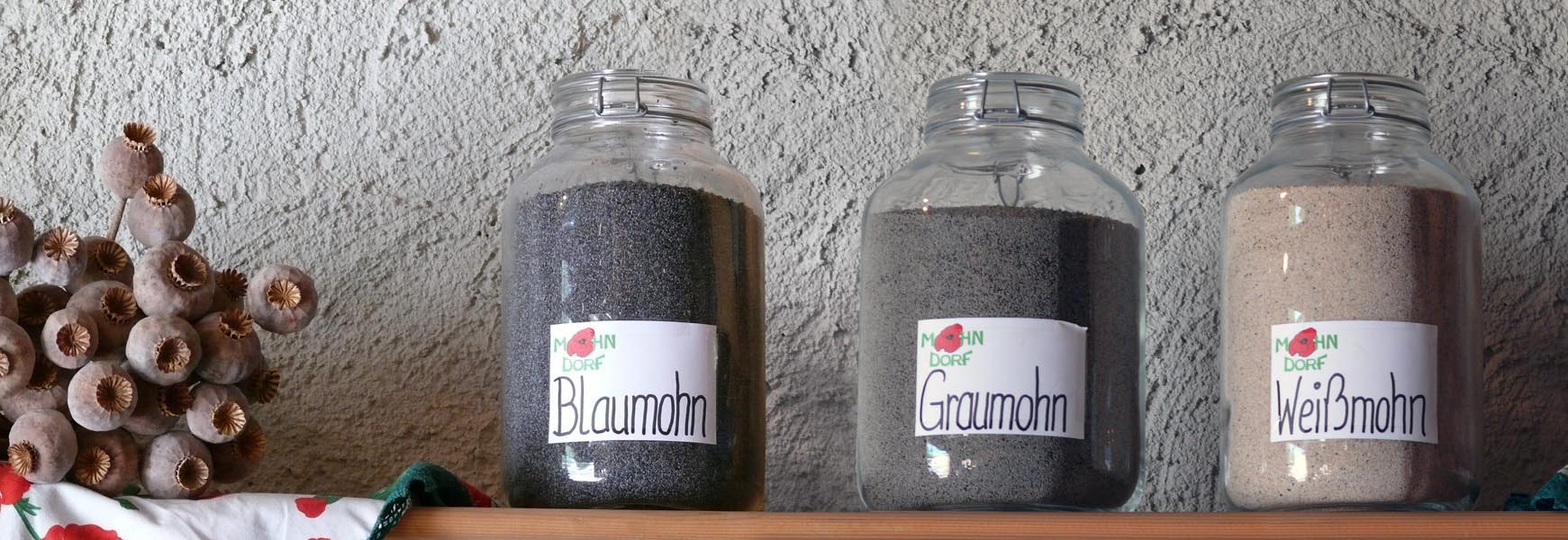
Steli di papavero accanto a vasetti di semi di papavero blu, grigi e bianchi utilizzati per i dolci.

I fiori della maggior parte delle specie di papavero sono ampiamente coltivati come piante ornamentali annuali o perenni. Ciò ha portato alla nascita di una serie di cultivar importanti dal punto di vista commerciale, come il papavero Shirley, una cultivar di Papaver rhoeas e le forme semidoppie o doppie (flore plena) del papavero da oppio Papaver somniferum e del papavero orientale ( Papaver orientale ).
I semi di papavero sono ricchi di oli, carboidrati, calcio e proteine . L'olio di papavero viene spesso utilizzato come olio da cucina, olio per condimenti per l'insalata o in prodotti come la margarina. L'olio di papavero può anche essere aggiunto alle spezie per dolci o pane. I prodotti a base di papavero vengono utilizzati anche in diverse pitture, vernici e alcuni cosmetici.

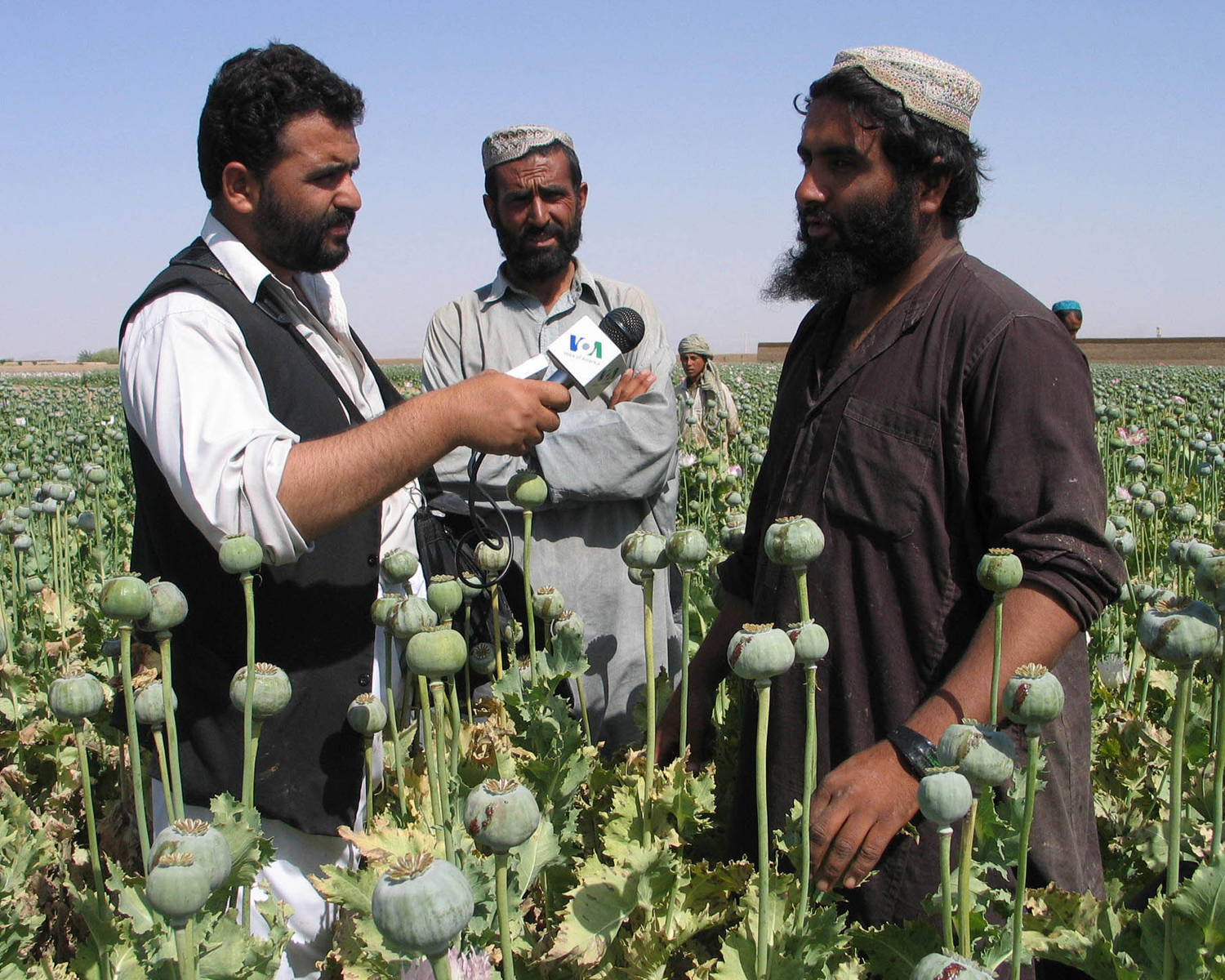
Coltivatori di papavero intervistati in un campo di papaveri.

Alcune specie vengono coltivate a scopo farmaceutico od alimentare. Il papavero da oppio è ampiamente coltivato e la sua produzione mondiale è monitorata da agenzie internazionali. Viene utilizzato per la produzione di lattice e di oppio, il principale precursore di oppiacei narcotici e analgesici come la morfina, l'eroina e la codeina .

### Medicina tradizionale
I semi di papavero contengono piccole quantità sia di morfina che di codeina, che hanno effetti antidolorifici. I semi di papavero e gli oli possono anche risultare non narcotici, poiché a passare da circa 20 giorni dopo l'apertura del fiore, la morfina non è più presente. La coltivazione del papavero è severamente regolamentata in tutto il mondo, ad eccezione dell'India dove viene prodotta legalmente la gomma da oppio, che contiene anche l'analgesico tebaina.

## Storia
Il Papaver somniferum fu addomesticato dalle popolazioni indigene dell'Europa occidentale e centrale tra il 6000 e il 3500 a.C. Si ritiene tuttavia che le sue origini risalgano ai Sumeri, dove venne riconosciuto il primo utilizzo dell'oppio. I papaveri vennero poi esportati tramite la via della seta. Sono state scoperte brocche che ricordano baccelli di semi di papavero con tracce di oppio e il fiore è apparso in gioielli e su opere d'arte nell'antico Egitto, datate 1550–1292 aC.
L'eradicazione della coltivazione del papavero avvenne all'inizio del 1900 attraverso conferenze internazionali a causa di problemi di sicurezza associati alla produzione di oppio. Negli anni '70 la guerra americana alla droga prese di mira la produzione turca della pianta, portando ad un'opinione popolare più negativa degli Stati Uniti

## Cultura generale
Il nome femminile in inglese Poppy deriva dal nome del fiore.

### Valuta
Sul retro della banconota macedone da 500 denari, emessa nel 1996 e nel 2003, è raffigurato un fiore di papavero Il papavero fa parte anche dello stemma della Macedonia del Nord.
Il Canada emise quarti di dollaro speciali (monete da 25 centesimi) con un papavero rosso sul retro negli anni 2004, 2008, 2010 e 2015. Il quarto canadese del 2004 fu la prima moneta colorata in circolazione al mondo.

## Simbolismo

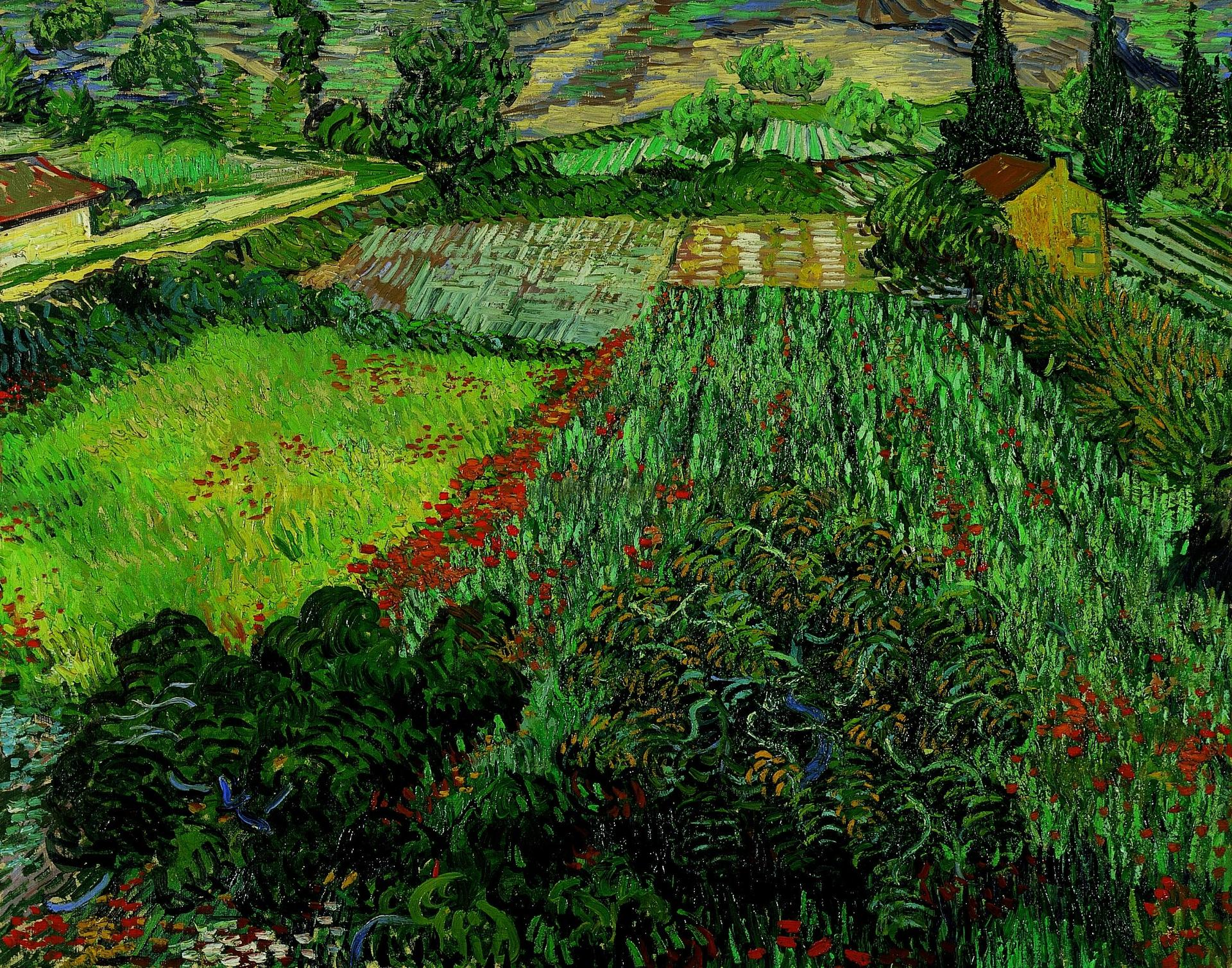
Campo con papaveri, 1889, di Vincent van Gogh

I papaveri sono stati a lungo usati come simbolo di sonno, pace e morte. Sonno poiché l'oppio da essi estratto ha un effetto sedativo. Morte a causa del comune colore rosso sangue del papavero rosso in particolare. I papaveri usati come emblemi sulle lapidi simboleggiano il sonno eterno. Questo simbolismo è stato evocato nel romanzo per bambini di L. Frank Baum del 1900 Il meraviglioso mago di Oz, in cui un magico campo di papaveri minacciava di far dormire i protagonisti per sempre. Un'interpretazione dei papaveri nella mitologia classica è che il colore scarlatto brillante significhi una promessa di resurrezione dopo la morte.
Il papavero rosso è ufficiosamente considerato il fiore nazionale dell'Albania, ciò è dovuto ai suoi colori rosso e nero, gli stessi dei colori della bandiera del paese. I papaveri rossi sono anche il fiore nazionale della Polonia. Il papavero della California, Eschscholzia californica, è il fiore dello stato della California.

### Commemorazione dei caduti in guerra

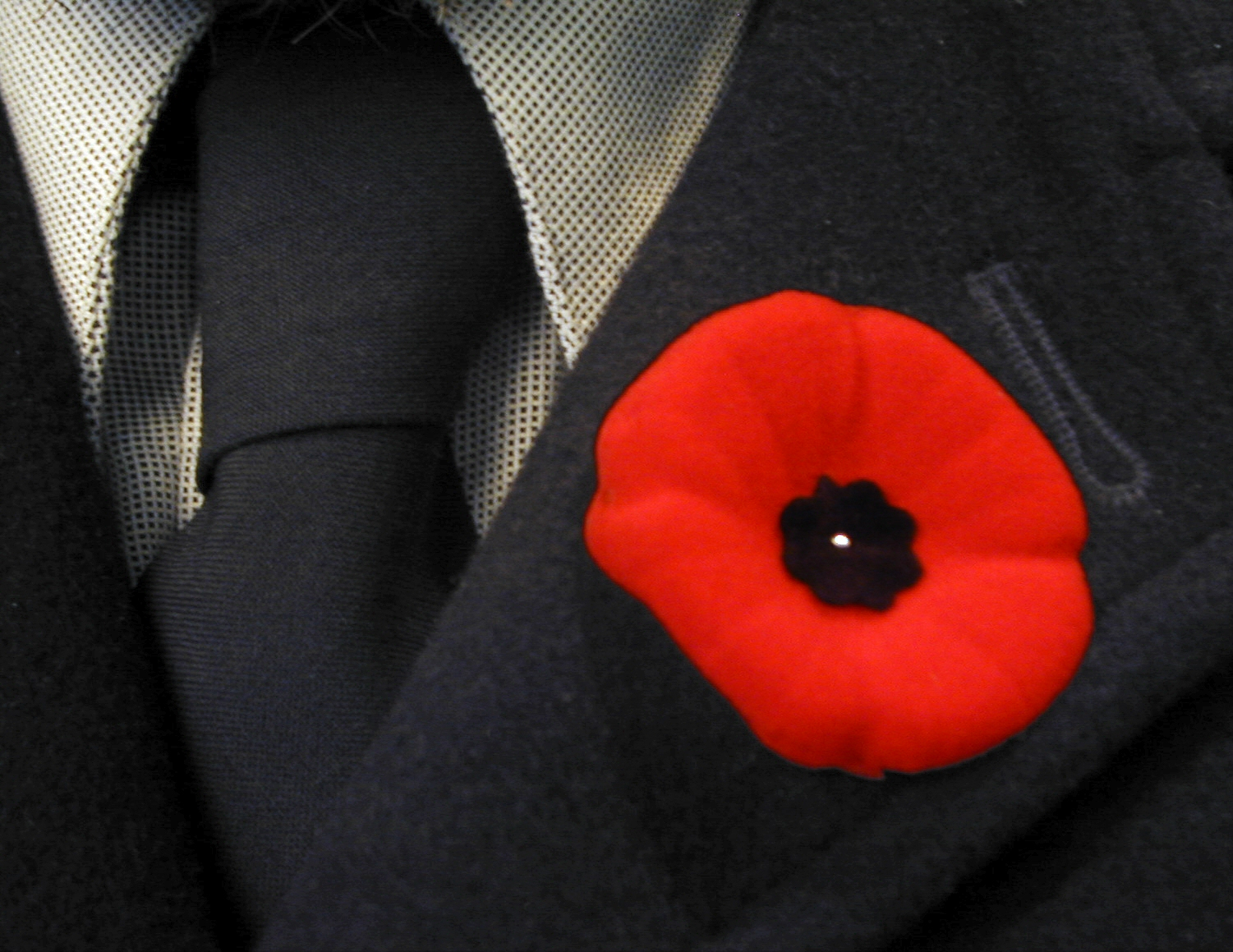
Un papavero commemorativo canadese indossato sul risvolto.

In Canada, Regno Unito, Australia, Sud Africa e Nuova Zelanda, i papaveri artificiali (plastica in Canada, carta nel Regno Unito, Australia, Sud Africa, Malta e Nuova Zelanda) vengono indossati per commemorare i caduti in guerra. In Nuova Zelanda e Australia, i soldati vengono commemorati anche durante l'ANZAC Day (25 aprile),. La poesia "In Flanders Fields" ("Nei Campi delle Fiandre") del chirurgo e soldato canadese John McCrae fa riferimento a questa ricorrenza ed al valore simbolico che i papaveri rossi assumono per i canadesi. Indossare i papaveri è un'usanza dal 1924 negli Stati Uniti. Moina Michael della Georgia è considerata la fondatrice del Memorial Poppy negli Stati Uniti.